# NFL sezona 1945.
NFL sezona 1945. je 26. po redu sezona nacionalne lige američkog nogometa. 
Sezona je počela 23. rujna 1945. Utakmica za naslov prvaka NFL lige odigrana je 16. prosinca 1945. u Clevelandu u Ohiju na Cleveland Municipal Stadiumu. U njoj su se sastali pobjednici istočne divizije Washington Redskinsi i pobjednici zapadne divizije Cleveland Ramsi. Pobijedili su Ramsi rezultatom 15:14 i osvojili svoj prvi naslov prvaka NFL-a.
Momčadi Chicago Cardinalsa i Pittsburgh Steelersa su se od sezone 1945. razdvojile nakon jedne sezone zajedničkog natjecanja (sezone 1944. pod imenom Card-Pitt). Također, samo za sezonu 1945. su se spojile momčadi Boston Yanksa i Brooklyn Tigersa.

## Poredak po divizijama na kraju regularnog dijela sezone
| Istočna divizija     |     |     |     |      |     |     |
| Momčad               | Pob | Por | Ner | %    | P+  | P-  |
| Washington Redskins* | 8   | 2   | 0   | 80,0 | 209 | 121 |
| Philadelphia Eagles  | 7   | 3   | 0   | 70,0 | 272 | 133 |
| New York Giants      | 3   | 6   | 1   | 33,3 | 179 | 198 |
| Boston Yanks         | 3   | 6   | 1   | 33,3 | 123 | 211 |
| Pittsburgh Steelers  | 2   | 8   | 0   | 20,0 | 79  | 220 |

| Zapadna divizija  |     |     |     |      |     |     |
| Momčad            | Pob | Por | Ner | %    | P+  | P-  |
| Cleveland Rams*   | 9   | 1   | 0   | 90,0 | 244 | 136 |
| Detroit Lions     | 7   | 3   | 0   | 70,0 | 195 | 194 |
| Green Bay Packers | 6   | 4   | 0   | 60,0 | 258 | 173 |
| Chicago Bears     | 3   | 7   | 0   | 30,0 | 192 | 235 |
| Chicago Cardinals | 1   | 9   | 0   | 10,0 | 98  | 228 |

Napomena: * - pobjednici konferencije, % - postotak pobjeda, P± - postignuti/primljeni poeni

## Prvenstvena utakmica NFL-a
- 16. prosinca 1945. Cleveland Rams - Washington Redskins 15:14

## Statistika

### Statistika po igračima

#### U napadu
- Najviše jarda dodavanja: Sid Luckman, Chicago Bears - 1727
- Najviše jarda probijanja: Steve Van Buren, Philadelphia Eagles - 832
- Najviše uhvaćenih jarda dodavanja: Jim Benton, Cleveland Rams - 1067

#### U obrani
- Najviše presječenih lopti: Roy Zimmerman, Philadelphia Eagles - 7

### Statistika po momčadima

#### U napadu
- Najviše postignutih poena: Philadelphia Eagles - 272 (27,2 po utakmici)
- Najviše ukupno osvojenih jarda: Washington Redskins - 354,6 po utakmici
- Najviše jarda osvojenih dodavanjem: Chicago Bears - 185,7 po utakmici
- Najviše jarda osvojenih probijanjem: Cleveland Rams - 171,4 po utakmici

#### U obrani
- Najmanje primljenih poena: Washington Redskins - 121 (12,1 po utakmici)
- Najmanje ukupno izgubljenih jarda: Philadelphia Eagles - 206,0 po utakmici
- Najmanje jarda izgubljenih dodavanjem: Washington Redskins - 112,1 po utakmici
- Najmanje jarda izgubljenih probijanjem: Philadelphia Eagles - 81,7 po utakmici

## Vanjske poveznice
- Pro-Football-Reference.com, statistika sezone 1945. u NFL-u
- NFL.com, sezona 1945.